# Charles William Dahlgreen
Charles William Dahlgreen (* 8. September 1864 in Oak Park bei Chicago, Illinois; † 19. Juni 1955 ebenda) war ein US-amerikanischer Maler und Grafiker.

## Leben

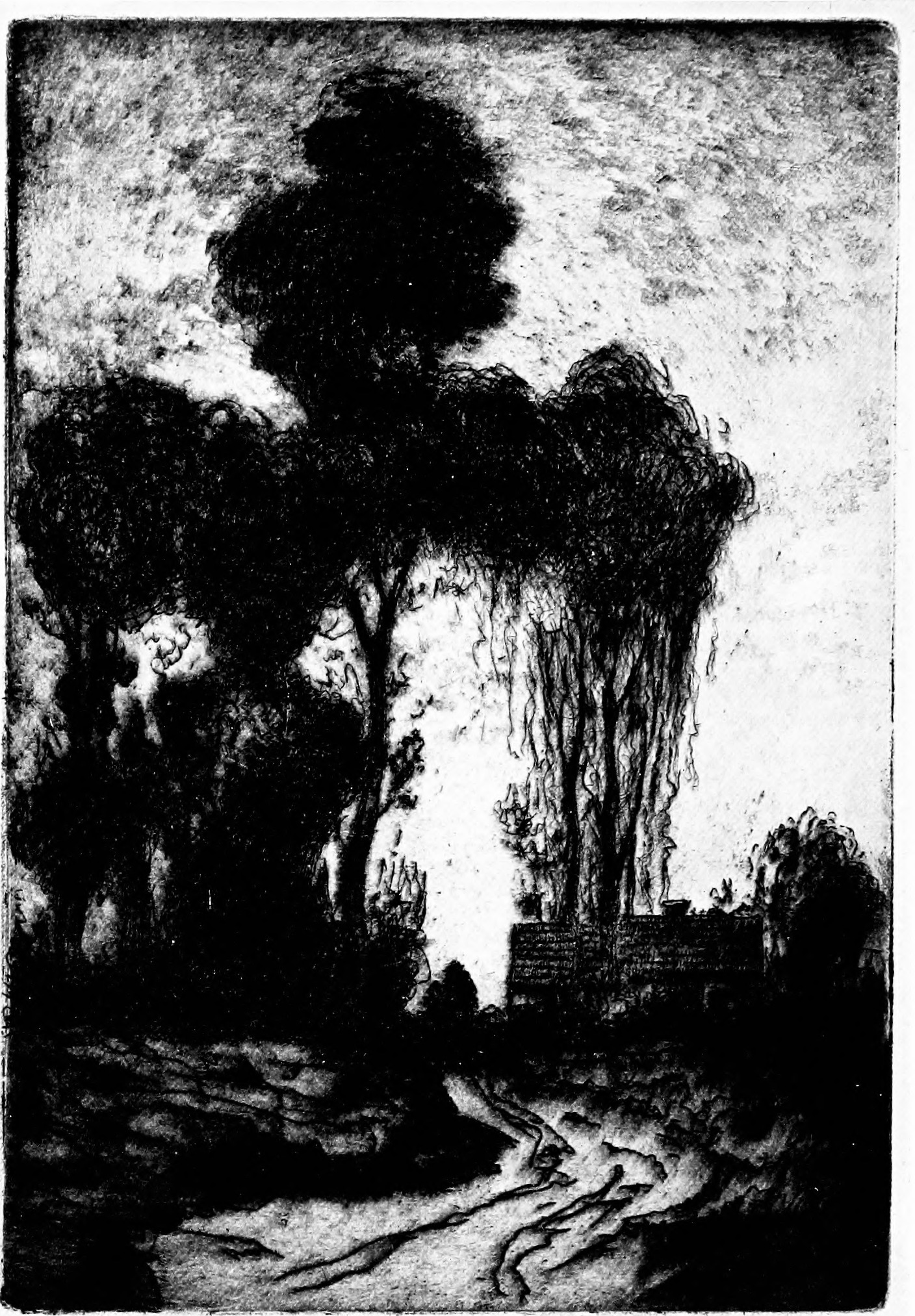
A Country Road, Radierung, 1913

Dahlgreen war der Sohn eines in den 1850er Jahren aus Deutschland nach Chicago, Illinois, eingewanderten Färbers. Seine Mutter, eine gebildete Frau, hatte in Düsseldorf als Erzieherin gearbeitet. Bedingt durch Erkrankung und Tod des Vaters verließ er die Schule, um seine Familie zu unterstützen. Einige Zeit arbeitete er in einer Gießerei und als Schildermaler. Ermutigt durch seine Mutter hielt er sich in den Jahren 1886 bis 1888 in Düsseldorf auf, wo er sich außerhalb der Kunstakademie zum Kunstmaler ausbilden ließ. Mit seiner Ehefrau, einer Deutschen, kehrte er nach Chicago zurück. Dort beschäftigte er sich jedoch zunächst nicht mit der bildenden Kunst, sondern begann – anfangs für die Firma G.F. Foster, Sons & Co., dann als selbständiger Unternehmer – Schilder, Embleme, Werbebanner und Flaggen herzustellen und zu bemalen. Nachdem 1896 der Klondike-Goldrausch ausgebrochen war, betätigte er sich als Goldsucher.
Erst in fortgeschrittenem Alter besann er sich wieder seines künstlerischen Talents und begann um 1904 ein Kunststudium an der Chicago Academy of Fine Arts. Dort waren William Penhallow Henderson (1877–1943) und Wellington Jarard Reynolds (1865–1949) seine Lehrer. Ab 1906 besuchte er das Art Institute of Chicago, wo er nach Studien bei John Vanderpoel (1857–1911), Frederick Warren Freer (1849–1908), Ralph Elmer Clarkson (1861–1943) und Harry Mills Walcott (1870–1944) im Jahr 1909 als 45-Jähriger graduierte.
Als Freilichtmaler unternahm er erste Reisen mit John Christen Johanson (1877–1964) und Charles Francis Browne (1859–1920). Schon bald gewann er Preise als Landschaftsmaler. 1908, noch während des Chicagoer Studiums, begann er mit dem künstlerischen Tiefdruck. 1909 reiste er erneut nach Europa. Dort besuchte er englische, französische, italienische, belgische und niederländische Museen und kopierte bedeutende Gemälde, etwa Rembrandts Nachtwache in Originalgröße. In den Jahren 1909/1910 hielt er sich wieder in Düsseldorf auf. Dahlgreen durchstreifte die Gegenden am Lake Michigan und den Brown County in Indiana, wo er sich 1915 einer Künstlerkolonie anschloss, er malte in New Mexico, North Carolina und Arizona, in den 1920er Jahren im Grand-Canyon-Nationalpark. Später besuchte er den Yosemite-Nationalpark. Eine der dort entstandenen Ansichten erwarb Eleanor Roosevelt.
1910 und 1912 stellte er im Salon de Paris aus. 1915 präsentierte er auf der Panama-Pacific International Exposition in San Francisco 31 Drucke, die ihm eine ehrenwerte Erwähnung einbrachten. Besonders erfolgreich nahm er an Ausstellungen des Art Institute of Chicago teil, wo er 1919, 1920, 1928, 1934 und 1935 Preise gewann. Auch auf Jahresausstellungen des Carnegie Institute, Pittsburgh, der Pennsylvania Academy of the Fine Arts, Philadelphia, im Hoosier Salon und bei Ausstellungen der Chicago Galleries Association war er vertreten.
Dahlgreen unterrichtete einige Jahre als Lehrer an der Schule des Art Institute of Chicago und war Mitglied der Art Students’ League of Chicago, des Arts Club of Chicago, der Artists’ Guild, der Chicago Society of Etchers, der Chicago Painters and Sculptors, der Oak Park Art League, der Chicago Galleries Association und der Brown County Art Gallery Association.

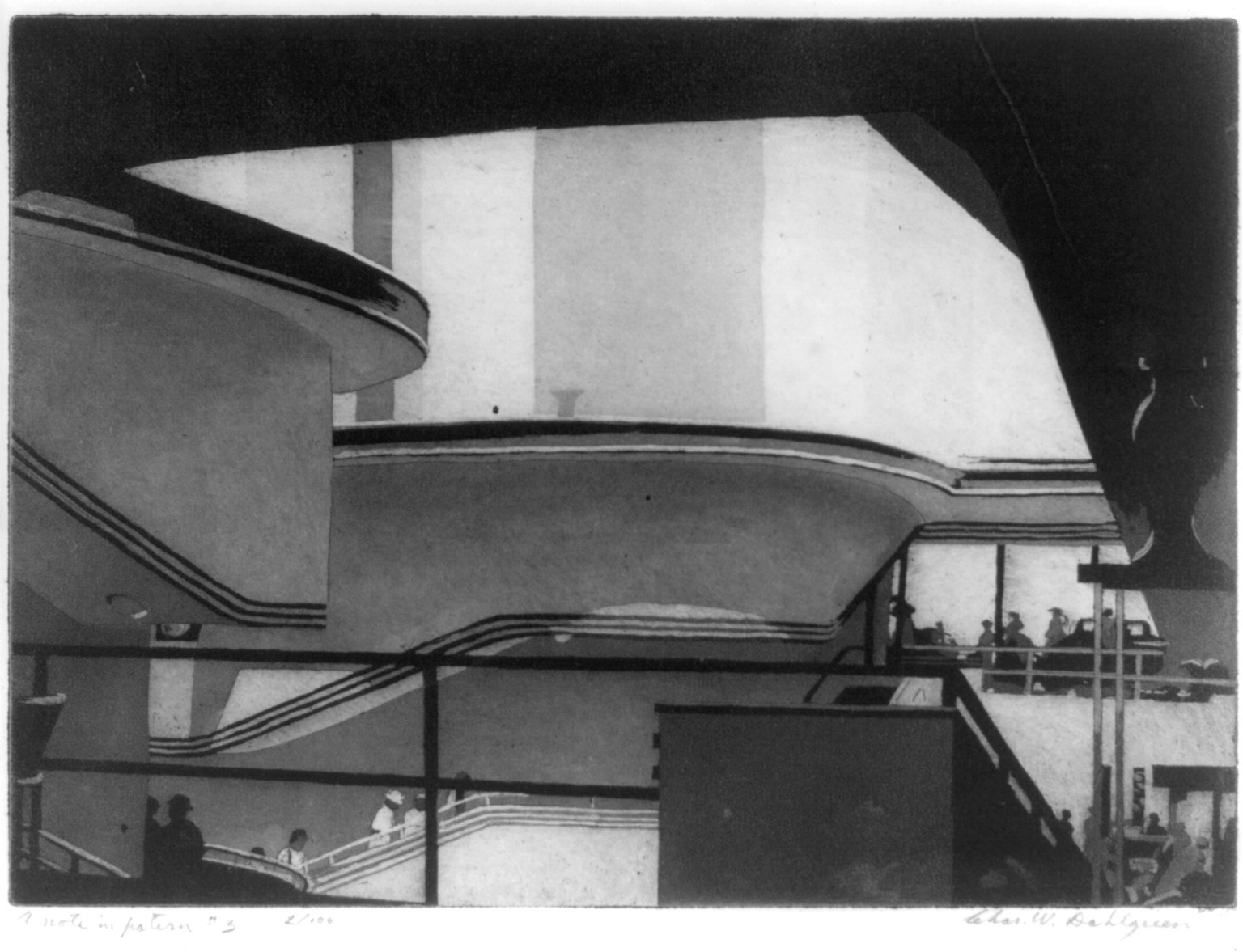
A note in pattern

Bei der Landschaftsmalerei nutzte Dahlgreen gerne Öl auf Holz. Sein grafisches Werk, mit dem er größere Resonanz erzielte, gründet auf verschiedenen Techniken, neben dem Stahl- und Kupferstich auch auf der Monotypie, der Kaltnadelradierung und der Aquatinta, und zeigt bei architektonischen Ansichten einen sachlichen, geometrisch geprägten Stil. Seine Werke sind unter anderem im Smithsonian American Art Museum, im Art Institute of Chicago, in der Library of Congress und im Los Angeles County Museum of Art vertreten. 1945 vermachte er der Smithsonian Institution, die 1928 und 1935 Einzelausstellungen seiner Werke organisiert hatte, rund einhundert Druckplatten. 1946 richtete die Smithsonian Institution eine weitere Einzelausstellung aus und veröffentlichte einen Katalog mit 100 Drucken. Eine Auflistung seines gesamten grafischen Œuvres beziffert 234 Platten.